# Wimbledon Championships 2014
Die 128. Wimbledon Championships fanden vom 23. Juni bis zum 6. Juli 2014 in London statt. Ausrichter war der All England Lawn Tennis and Croquet Club.
Titelverteidiger im Einzel waren Andy Murray bei den Herren sowie Marion Bartoli bei den Damen. Im Herrendoppel waren dies die Brüder Bob und Mike Bryan, im Damendoppel Hsieh Su-wei und Peng Shuai. Kristina Mladenovic und Daniel Nestor waren die Titelverteidiger im Mixed.

## Herreneinzel
Setzliste
| Nr. | Spieler            | Erreichte Runde |
| --- | ------------------ | --------------- |
| 01. | Novak Đoković      | Sieg            |
| 02. | Rafael Nadal       | Achtelfinale    |
| 03. | Andy Murray        | Viertelfinale   |
| 04. | Roger Federer      | Finale          |
| 05. | Stanislas Wawrinka | Viertelfinale   |
| 06. | Tomáš Berdych      | 3. Runde        |
| 07. | David Ferrer       | 2. Runde        |
| 08. | Milos Raonic       | Halbfinale      |
| 09. | John Isner         | 3. Runde        |
| 10. | Kei Nishikori      | Achtelfinale    |
| 11. | Grigor Dimitrow    | Halbfinale      |
| 12. | Ernests Gulbis     | 2. Runde        |
| 13. | Richard Gasquet    | 2. Runde        |
| 14. | Jo-Wilfried Tsonga | Achtelfinale    |
| 15. | Jerzy Janowicz     | 3. Runde        |
| 16. | Fabio Fognini      | 3. Runde        |

| Nr. | Spieler                | Erreichte Runde |
| --- | ---------------------- | --------------- |
| 17. | Michail Juschny        | 2. Runde        |
| 18. | Fernando Verdasco      | 1. Runde        |
| 19. | Feliciano López        | Achtelfinale    |
| 20. | Kevin Anderson         | Achtelfinale    |
| 21. | Oleksandr Dolhopolow   | 3. Runde        |
| 22. | Philipp Kohlschreiber  | 2. Runde        |
| 23. | Tommy Robredo          | Achtelfinale    |
| 24. | Gaël Monfils           | 2. Runde        |
| 25. | Andreas Seppi          | 1. Runde        |
| 26. | Marin Čilić            | Viertelfinale   |
| 27. | Roberto Bautista Agut  | 3. Runde        |
| 28. | Guillermo García López | 1. Runde        |
| 29. | Ivo Karlović           | 1. Runde        |
| 30. | Marcel Granollers      | 2. Runde        |
| 31. | Vasek Pospisil         | 1. Runde        |
| 32. | Dmitri Tursunow        | 1. Runde        |

## Dameneinzel
Setzliste
| Nr. | Spielerin            | Erreichte Runde |
| --- | -------------------- | --------------- |
| 01. | Serena Williams      | 3. Runde        |
| 02. | Li Na                | 3. Runde        |
| 03. | Simona Halep         | Halbfinale      |
| 04. | Agnieszka Radwańska  | Achtelfinale    |
| 05. | Marija Scharapowa    | Achtelfinale    |
| 06. | Petra Kvitová        | Sieg            |
| 07. | Jelena Janković      | 1. Runde        |
| 08. | Wiktoryja Asaranka   | 2. Runde        |
| 09. | Angelique Kerber     | Viertelfinale   |
| 10. | Dominika Cibulková   | 3. Runde        |
| 11. | Ana Ivanović         | 3. Runde        |
| 12. | Flavia Pennetta      | 2. Runde        |
| 13. | Eugenie Bouchard     | Finale          |
| 14. | Sara Errani          | 1. Runde        |
| 15. | Carla Suárez Navarro | 2. Runde        |
| 16. | Caroline Wozniacki   | Achtelfinale    |

| Nr. | Spielerin                    | Erreichte Runde |
| --- | ---------------------------- | --------------- |
| 17. | Samantha Stosur              | 1. Runde        |
| 18. | Sloane Stephens              | 1. Runde        |
| 19. | Sabine Lisicki               | Viertelfinale   |
| 20. | Andrea Petković              | 3. Runde        |
| 21. | Roberta Vinci                | 1. Runde        |
| 22. | Jekaterina Makarowa          | Viertelfinale   |
| 23. | Lucie Šafářová               | Halbfinale      |
| 24. | Kirsten Flipkens             | 3. Runde        |
| 25. | Alizé Cornet                 | Achtelfinale    |
| 26. | Anastassija Pawljutschenkowa | 1. Runde        |
| 27. | Garbiñe Muguruza             | 1. Runde        |
| 28. | Swetlana Kusnezowa           | 1. Runde        |
| 29. | Sorana Cîrstea               | 1. Runde        |
| 30. | Venus Williams               | 3. Runde        |
| 31. | Klára Koukalová              | 2. Runde        |
| 32. | Jelena Wesnina               | 2. Runde        |

## Herrendoppel
Setzliste
| Nr. | Paarung                                 | Erreichte Runde |
| --- | --------------------------------------- | --------------- |
| 01. | Bob Bryan Mike Bryan                    | Finale          |
| 02. | Alexander Peya Bruno Soares             | Viertelfinale   |
| 03. | Daniel Nestor Nenad Zimonjić            | Viertelfinale   |
| 04. | Julien Benneteau Édouard Roger-Vasselin | Viertelfinale   |
| 05. | Leander Paes Radek Štěpánek             | Halbfinale      |
| 06. | Marcel Granollers Marc López            | Achtelfinale    |
| 07. | Łukasz Kubot Robert Lindstedt           | 2. Runde        |
| 08. | Rohan Bopanna Aisam-ul-Haq Qureshi      | 2. Runde        |

| Nr. | Paarung                               | Erreichte Runde |
| --- | ------------------------------------- | --------------- |
| 09. | Julian Knowle Marcelo Melo            | Viertelfinale   |
| 10. | Treat Huey Dominic Inglot             | 1. Runde        |
| 11. | Jean-Julien Rojer Horia Tecău         | Achtelfinale    |
| 12. | Michaël Llodra Nicolas Mahut          | Halbfinale      |
| 13. | Eric Butorac Raven Klaasen            | Achtelfinale    |
| 14. | Jamie Murray John Peers               | Achtelfinale    |
| 15. | Juan Sebastián Cabal Marcin Matkowski | Achtelfinale    |
| 16. | Pablo Cuevas David Marrero            | Achtelfinale    |

## Damendoppel
Setzliste
| Nr. | Paarung                            | Erreichte Runde |
| --- | ---------------------------------- | --------------- |
| 01. | Peng Shuai Hsieh Su-wei            | Achtelfinale    |
| 02. | Sara Errani Roberta Vinci          | Sieg            |
| 03. | Květa Peschke Katarina Srebotnik   | 1. Runde        |
| 04. | Cara Black Sania Mirza             | 2. Runde        |
| 05. | Jekaterina Makarowa Jelena Wesnina | Achtelfinale    |
| 06. | Ashleigh Barty Casey Dellacqua     | Viertelfinale   |
| 07. | Raquel Kops-Jones Abigail Spears   | Achtelfinale    |
| 08. | Serena Williams Venus Williams     | 2. Runde        |

| Nr. | Paarung                                     | Erreichte Runde |
| --- | ------------------------------------------- | --------------- |
| 09. | Andrea Hlaváčková Zheng Jie                 | Halbfinale      |
| 10. | Julia Görges Anna-Lena Grönefeld            | Viertelfinale   |
| 11. | Alla Kudrjawzewa Anastasia Rodionova        | Viertelfinale   |
| 12. | Anabel Medina Garrigues Jaroslawa Schwedowa | Achtelfinale    |
| 13. | Lucie Hradecká Michaëlla Krajicek           | 2. Runde        |
| 14. | Tímea Babos Kristina Mladenovic             | Finale          |
| 15. | Liezel Huber Lisa Raymond                   | 2. Runde        |
| 16. | Garbiñe Muguruza Carla Suárez Navarro       | Achtelfinale    |

## Mixed
Setzliste
| Nr. | Paarung                               | Erreichte Runde |
| --- | ------------------------------------- | --------------- |
| 01. | Katarina Srebotnik Mike Bryan         | 2. Runde        |
| 02. | Květa Peschke Bob Bryan               | Achtelfinale    |
| 03. | Abigail Spears Alexander Peya         | 2. Runde        |
| 04. | Cara Black Leander Paes               | 2. Runde        |
| 05. | Kristina Mladenovic Daniel Nestor     | Halbfinale      |
| 06. | Sania Mirza Horia Tecău               | Achtelfinale    |
| 07. | Andrea Hlaváčková Rohan Bopanna       | Achtelfinale    |
| 08. | Anna-Lena Grönefeld Jean-Julien Rojer | Rückzug         |

| Nr. | Paarung                                | Erreichte Runde |
| --- | -------------------------------------- | --------------- |
| 09. | Arantxa Parra Santonja David Marrero   | 2. Runde        |
| 10. | Casey Dellacqua Jamie Murray           | Viertelfinale   |
| 11. | Raquel Kops-Jones Juan Sebastián Cabal | 2. Runde        |
| 12. | Ashleigh Barty John Peers              | Achtelfinale    |
| 13. | Martina Hingis Bruno Soares            | Viertelfinale   |
| 14. | Chan Hao-ching Maks Mirny              | Finale          |
| 15. | Samantha Stosur Nenad Zimonjić         | Sieg            |
| 16. | Wera Duschewina Aisam-ul-Haq Qureshi   | Halbfinale      |

## Junioreneinzel
Setzliste
| Nr. | Spieler        | Erreichte Runde |
| --- | -------------- | --------------- |
| 01. | Andrei Rubljow | Achtelfinale    |
| 02. | Chung Hyeon    | Viertelfinale   |
| 03. | Orlando Luz    | 1. Runde        |
| 04. | Jaume Munar    | 2. Runde        |
| 05. | Quentin Halys  | 1. Runde        |
| 06. | Stefan Kozlov  | Finale          |
| 07. | Frances Tiafoe | Achtelfinale    |
| 08. | Johan Tatlot   | Halbfinale      |

| Nr. | Spieler         | Erreichte Runde |
| --- | --------------- | --------------- |
| 09. | Naoki Nakagawa  | Achtelfinale    |
| 10. | Lee Duck-hee    | 1. Runde        |
| 11. | Michael Mmoh    | Achtelfinale    |
| 12. | Kamil Majchrzak | 2. Runde        |
| 13. | Matías Zukas    | 2. Runde        |
| 14. | Marcelo Zormann | 2. Runde        |
| 15. | Jumpei Yamasaki | 1. Runde        |
| 16. | Daniil Medwedew | 1. Runde        |

## Juniorinneneinzel
Setzliste
| Nr. | Spielerin               | Erreichte Runde |
| --- | ----------------------- | --------------- |
| 01. | Ivana Jorović           | 2. Runde        |
| 02. | Catherine Bellis        | 1. Runde        |
| 03. | Tornado Alicia Black    | Viertelfinale   |
| 04. | Aliona Bolsova Zadoinov | 1. Runde        |
| 05. | Jil Teichmann           | Achtelfinale    |
| 06. | Iryna Schymanowitsch    | 1. Runde        |
| 07. | Françoise Abanda        | Achtelfinale    |
| 08. | Kristína Schmiedlová    | Finale          |

| Nr. | Spielerin            | Erreichte Runde |
| --- | -------------------- | --------------- |
| 09. | Anhelina Kalinina    | Achtelfinale    |
| 10. | Xu Shilin            | Viertelfinale   |
| 11. | Ioana Loredana Roșca | Achtelfinale    |
| 12. | Markéta Vondroušová  | Halbfinale      |
| 13. | Priscilla Hon        | 1. Runde        |
| 14. | Sandra Samir         | 1. Runde        |
| 15. | Anna Bondár          | 1. Runde        |
| 16. | Naiktha Bains        | 1. Runde        |

## Juniorendoppel
Setzliste
| Nr. | Paarung                      | Erreichte Runde |
| --- | ---------------------------- | --------------- |
| 01. | Stefan Kozlov Andrei Rubljow | Finale          |
| 02. | Quentin Halys Johan Tatlot   | Viertelfinale   |
| 03. | Orlando Luz Marcelo Zormann  | Sieg            |
| 04. | Michael Mmoh Frances Tiafoe  | Achtelfinale    |

| Nr. | Paarung                           | Erreichte Runde |
| --- | --------------------------------- | --------------- |
| 05. | Pedro Martínez Jaume Munar        | Viertelfinale   |
| 06. | Francisco Bahamonde Matías Zukas  | Achtelfinale    |
| 07. | Petros Chrysochos Nino Serdarušić | Halbfinale      |
| 08. | Kamil Majchrzak Jan Zieliński     | 1. Runde        |

## Juniorinnendoppel
Setzliste
| Nr. | Paarung                                | Erreichte Runde |
| --- | -------------------------------------- | --------------- |
| 01. | Anhelina Kalinina Iryna Schymanowitsch | Viertelfinale   |
| 02. | Priscilla Hon Jil Teichmann            | Halbfinale      |
| 03. | Naiktha Bains Tornado Alicia Black     | Viertelfinale   |
| 04. | Katie Boulter Ivana Jorović            | Viertelfinale   |

| Nr. | Paarung                               | Erreichte Runde |
| --- | ------------------------------------- | --------------- |
| 05. | Paula Badosa Aliona Bolsova Zadoinov  | 1. Runde        |
| 06. | Jana Fett Ioana Loredana Roșca        | 1. Runde        |
| 07. |                                       |                 |
| 08. | Viktória Kužmová Kristína Schmiedlová | Achtelfinale    |

## Herrendoppel-Rollstuhl
Setzliste
| Nr. | Paarung                        | Erreichte Runde |
| --- | ------------------------------ | --------------- |
| 01. | Stéphane Houdet Shingo Kunieda | Sieg            |
| 02. | Maikel Scheffers Ronald Vink   | Finale          |

## Damendoppel-Rollstuhl
Setzliste
| Nr. | Paarung                        | Erreichte Runde |
| --- | ------------------------------ | --------------- |
| 01. | Yui Kamiji Jordanne Whiley     | Sieg            |
| 02. | Jiske Griffioen Aniek van Koot | Finale          |